# Michael Degiorgio
Michael Degiorgio (15 november 1962) is een voormalig profvoetballer uit Malta, die speelde als verdediger gedurende zijn carrière. Hij sloot zijn loopbaan in 2003 af bij de Maltese club Hamrun Spartans.

## Interlandcarrière
Degiorgio speelde 74 interlands voor de Maltese nationale ploeg, en scoorde vier keer voor zijn vaderland in de periode 1981-1992. Hij maakte zijn debuut op 7 december 1981 in het WK-kwalificatieduel tegen Polen (0-2) in Ta' Qali. Hij viel in die wedstrijd na zeventig minuten in voor collega-debutant Joe Curmi.